# Werner Gyula (író)
Werner Gyula (Ónod, 1862. szeptember 6. – Budapest, 1926. október 28.) író, országgyűlési képviselő. Atyja Werner Edward m.kir. pénztárnok.

## Pályája
Tanulmányait Egerben és Budapesten végezte. 1887-ben Heves megye szolgálatába állt, 1887-ben az államtudományok doktorává avatták Budapesten. Szolgabíró, árvaszéki ülnök, Alsó-Fehérmegye főispáni titkára, sajtóosztály szolgálattevője, 1901–1906 között Alsó-Fehérmegye képviselője, ezután Körmöcbánya városi képviselője. Egri Gyula néven publikált kisebb írásokat és verseket, különböző lapokba.
Werner a Szabadelvű Párt tagja, Deák politikájának támogatója volt.

## Regényírói munkássága
Kisebb cikkei, versek a Fővárosi Lapokban, később a Magyar Nemzetben láttak napvilágot. Tamási Pál című Verses regénye nem jelent meg nyomtatásban.

## Munkái
- Julia szerelme. Sisiphus – két elbeszélés. Írta Egri Gyula. Budapest, év n.
- Az Ő Regénye verses mű 1884 Eger
- Gróf Apponyi Albert, Budapest, 1888
- Farsang Weimarban, vígjáték és kisebb elbeszélések. Eger, 1889
- Anteusz, regény. Két kötet. Budapest, 1893
- Andrásfalvy de Andrásfalva, regény. Két kötet. Budapest, 1894; (Az MTA Péczely-jutalmával kitüntetett mű.)
- Nyárutó, regény. Nagyenyed, 1894
- Elbeszélések, Nagyenyed, 1894
- Megvirrad még valaha, regény. Három kötet. Budapest, 1897
- Kendi Imre házassága, regény. Két kötet. Budapest, 1898
- Olga, regény. Budapest, 1899
- Doktor Apáczai, regény. Budapest, 1899
- Hunok harcza, regény. Két kötet. Budapest, 1901
- Besztercei diákok, regény. Három kötet. Budapest, 1903
- Forgách Simon, regény. Négy kötet. Budapest, 1907
- A pipacsszínű dolmány, regény. Budapest, 1926

Forrás: